# Pelecopsis nigroloba
Pelecopsis nigroloba is een spinnensoort in de taxonomische indeling van de hangmatspinnen (Linyphiidae).
Het dier behoort tot het geslacht Pelecopsis. De wetenschappelijke naam van de soort werd voor het eerst geldig gepubliceerd in 1995 door Fei, Gao & Zhu.